# Rätsel um Beate
Rätsel um Beate ist ein deutsches Ehe- und Gesellschaftsmelodram von 1937/38 mit Lil Dagover und Albrecht Schönhals in den Hauptrollen. Der Geschichte liegt die gleichnamige Komödie (1935) von Alfred Möller und Hans Lorenz zugrunde.

## Handlung
Beate Kaiserling ist eine weltgewandte und elegante Dame von Welt, deren Ruf bislang als untadelig galt. Umso überraschter und enttäuschter ist sie, als sie 1937 von einer langen Reise heimkehrt und man sie offensichtlich gesellschaftlich zu schneiden beginnt. Gerüchte sind in die Welt gesetzt worden, und man beginnt über sie zu tuscheln. Freunde oder das, was man dafür gehalten hatte, wenden sich plötzlich ab. Der Grund: es geht ein Gerücht um, demzufolge Beate eine Affäre mit dem deutlich jüngeren Heinz Hübner gehabt haben soll. Der aber war zu jener Zeit mit ihrer Freundin Ursula von Pöttkamp zusammen, der Tochter des Direktors einer Porzellanfabrik. Die drei Betroffenen Beate, Ursula und Heinz kennen die Wahrheit: Beates mittlerweile verstorbener Ehemann, ein angesehener Bürger dieser Stadt, hatte versucht, Ursula zu verführen, woraufhin Heinz die Konfrontation mit ihm suchte. Es folgten mehrere Verwicklungen und Versuche, diese Angelegenheit zu vertuschen, was dazu führte, dass Ursulas und Heinzens Beziehung zerbrach und Beate plötzlich als moralisch verwerfliche Gestalt dastand. Keiner der Beteiligten zeigt sich bereit, die ganze Wahrheit auf den Tisch zu legen, um dem Spuk ein Ende zu bereiten. Beate hofft dennoch, in ihr altes Leben zurückkehren zu können. 
Als erster Schritt soll ihre Anwesenheit bei einem Clubfest werden, doch da teilt man ihr schriftlich mit, dass sie dort fortan nicht mehr erwünscht und als Mitglied ausgeschlossen sei. Enttäuscht bereitet sich Beate auf ihre erneute Abreise vor. Zeitgleich proben über ihrer Wohnung zwei junge Schauspieler eine Theaterszene, die mit einem lauten Hilfeschrei endet. Ein Passant namens Dr. Normann hört dies und glaubt, zu Hilfe eilen zu müssen, weshalb er durch Beates Terrassentür in ihre Wohnung eindringt. Der Irrtum ist rasch aufgeklärt, und die beiden beginnen sich angeregt zu unterhalten. Plötzlich platzt Ursula hinein und heult sich bei Beate aus: Ihr Vater wolle sie, obwohl sie noch immer Heinz lieben würde, mit einem anderen, ungeliebten Mann verheiraten. Durch diesen Zwischenfall „verpasst“ Beate wie beabsichtigt ihren Zug zu ihrem Landhaus, da sie inzwischen heimlich plant sich von dem Besucher beim Clubfest einführen zu lassen. Großzügig bietet Dr. Normann ihr an, sie zum Landhaus zu fahren. Während der Fahrt verlieben sich die beiden Herrschaften in den besten Jahren ineinander. Wenig später nimmt Normann ausgerechnet Beate zum besagten Clubfest mit, ohne zu wissen, dass Beate jene Dame ist, die so schlecht beleumundet ist. Man sieht Beate an Normanns Seite … und ist empört! Nun aber lässt Frau Kaiserling die Bombe platzen, klärt die Anwesenden über den wahren Sachverhalt auf und düpiert damit die ganze vorurteilsbehaftete „feine“ Gesellschaft. Nachdem sich auch Ursula und Heinz versöhnt haben, gibt es zwei neue Paare.

## Produktionsnotizen
Die Dreharbeiten zu Rätsel um Beate fanden zwischen Mitte November und Mitte Dezember 1937 statt. Die Premiere war am 4. Februar 1938 in Hamburg, die Berliner Erstaufführung fand zehn Tage darauf im Gloria-Palast statt.
Ernst Garden übernahm die Produktionsleitung. Gustav A. Knauer und Alexander Mügge gestalteten die Filmbauten. Bruno Suckau zeichnete für den Ton verantwortlich. 

## Musik
Die Liedtexte lieferten Hans Fritz Beckmann und Günther Schwenn, es spielte das Orchester Die Goldene Sieben.

## Kritiken
Die Österreichische Film-Zeitung lobte in dem Film, der in Österreich wenige Stunden vor dem Einmarsch der Wehrmacht unter dem Titel Eine zweifelhafte Frau angekündigt worden war, besonders „Lil Dagover, die ihre Rolle glaubhaft zu gestalten vermag“
Im Lexikon des Internationalen Films heißt es: „Etwas zähflüssiges Drama mit ironischen Seitenhieben auf Spießer in Frack und Abendkleid. Eine Paraderolle für Lil Dagover als Inbegriff damenhafter Eleganz.“